# 209. pehotni polk (Italija)
209. pehotni polk Bisagno (izvirno italijansko 209º Reggimento fanteria) je bil pehotni polk Kraljeve italijanske kopenske vojske.

## Zgodovina
Med prvo svetovno vojno je bil polk nastanjen na soški fronti.